# Championnat de France de rugby à XIII 1952-1953
Navigation
Édition précédente Édition suivante
Le Championnat de France de rugby à XIII 1952-1953 oppose pour la saison 1952-1953 les meilleures équipes françaises de rugby à XIII au nombre de treize.

## Liste des équipes en compétition
| Albi Avignon Bordeaux Carcassonne Carpentras Cavaillon Lézignan Lyon Marseille Celtic Paris XIII Catalan Toulouse O. Villeneuve-sur-Lot |

Treize équipes participent au championnat de France de première division, les mêmes que lors de la saison préédentes.

## Déroulement de la compétition
En course pour la qualification pour les demi-finales du Championnat, le Celtic de Paris devait s'imposer en match en retard face à Carpentras pour valider celle-ci, mais Carpentras s'impose 24-7 ce qui a pour conséquence la qualification de Marseille, le Celtic termine septième.

### Classement général
| Rang | Club               | J  | V | N | D | Diff. | Pts |
| ---- | ------------------ | -- | - | - | - | ----- | --- |
| 1    | Carcassonne        | 24 | ? | ? | ? | ?     | 58  |
| 2    | Bordeaux           | 24 | ? | ? | ? | + 148 | 57  |
| 3    | Lyon-Villeurbanne  | 24 | ? | ? | ? | ?     | 57  |
| 4    | Marseille          | 24 | ? | ? | ? | + 235 | 56  |
| 5    | Albi               | 24 | ? | ? |   | ?     | 56  |
| 6    | Villeneuve-sur-Lot | 24 | ? | ? | ? | ?     | 54  |
| 7    | Celtic de Paris    | 24 | ? | ? | ? | ?     | 54  |
| 8    | Avignon            | 24 | ? | ? | ? | ?     | 46  |
| 9    | Toulouse           | 23 | ? | ? | ? | ?     | 39  |
| 10   | XIII Catalan       | 24 | ? | ? | ? | ?     | 37  |
| 11   | Cavaillon          | 23 | ? | ? | ? | ?     | 35  |
| 12   | Lézignan           | 24 | ? | ? | ? | ?     | 35  |
| 13   | Carpentras         | 24 | ? | ? | ? | ?     | 29  |

### Phase finale
|  | Demi-finales 3 mai 1953 | Demi-finales 3 mai 1953 |             |    | Finale  | Finale  |
|  | Demi-finales 3 mai 1953 | Demi-finales 3 mai 1953 |             |    | Finale  | Finale  |
|  |                         |                         |             |    |         |         |
|  | à Albi                  | à Albi                  |             |    | Talence | Talence |
|  | à Albi                  | à Albi                  |             |    | Talence | Talence |
|  | Carcassonne             | 7                       |             |    | Talence | Talence |
|  | Carcassonne             | 7                       |             |    | Talence | Talence |
|  | Marseille               | 0                       |             |    | Talence | Talence |
|  | Marseille               | 0                       | Carcassonne | 19 |         |         |
|  | à Marseille             |                         | Carcassonne | 19 |         |         |
|  |                         | Lyon                    | 12          |    |         |         |
|  | Lyon                    | Lyon                    | 12          | 6  |         |         |
|  | Lyon                    |                         |             | 6  |         |         |
|  | Bordeaux                | 4                       |             |    |         |         |
|  | Bordeaux                | 4                       |             |    |         |         |

### Finale
(mt : 5 - 5)
Homme du match :
Points marqués :
- Carcassonne : 3 essais de Lasalle, Teisseire (49e), Ponsinet (70e) ; 3 transformations de G. Benausse (X, 49e et 70e), 2 pénalités de Calbète (60e) et G. Benausse (76e).
- Lyon : 2 essais de Lécuyer et Voron ; 2 pénalités de Baldassin (23e et X) ; 1 drop de Baldassin.

Évolution du score : 0-2, 0-5, 5-5 (mi-temps), 10-5, 10-7, 12-7, 17-7
Arbitre : M. Appleton
Spectateurs : 22 500
Composition des équipes :
- Carcassonne: Marty - Christian Lasalle, Gilbert Benausse, Claude Teisseire, René Benausse - Gilbert Alberti (o), Roger Guilhem (m) - Jean Dedieu, Fabre, Louis Mazon, Marcel Gacia, Édouard Ponsinet, Germain Calbète - Entraîneur : Jean Poch
- Lyon: Robert Lucia - Maurice Voron, Roger Rey, Antoine Lécuyer, Gérard Bastianelli - Joseph Crespo (o), Guy Lucia (m) - Joseph Krawczyk, Jean Audoubert, Joseph Vanel, Guy Augey, Hugues Baldassin, François Montrucolis - Entraîneur : Charles Petit

La finale est radiodiffusée par la Radiodiffusion française, Radio Monte-Carlo et Radio-Luxembourg.
En saison régulière, Lyon s'est imposé 12-5 le 5 octobre 1952 à domicile et fait match nul 10-10 le 8 mars 1953 sur le terrain de Carcassonne. 

## Effectifs des équipes présentes
| Celtic de Paris    | Abadié Alfonso Roger Arcalis Maurice Bellan René Bernard Élie Brousse René Duffort Michel Fontvielle Gleizes Raymond Jochem René Lasserre Francis Lévy Sylvain Ménichelli René Moulis Prévost Puig-Aubert Roigt Soyer Thubert Entraîneur : René Duffort            | Bordeaux    | André Audy André Carrère Crabos Paul Bartoletti Gabriel Berthomieu Angelo Boldini Raymond Contrastin Jean Darricau Gayan Granereau Housty Adolphe Inza Jimenez Labroue Lamouliatte Marmajou Mora Armand Save Tréboutat Entraîneur : Jean Duhau                                                                                  |
| Carcassonne        | Gilbert Alberti Andreu Gilbert Benausse René Benausse Germain Calbète Jean Dedieu Fabre Marcel Gacia Roger Guilhem Jean Jammes Marty Christian Lasalle Louis Llari Martin Martin Louis Mazon Édouard Ponsinet Claude Teisseire Henri Vaslin Entraîneur : Jean Poch | Lyon        | Jean Audoubert Guy Augey Hugues Baldassin Gérard Bastianelli Raymond Contrastin Joseph Crespo Joseph Krawczyk Antoine Lécuyer Guy Lucia Robert Lucia François Montrucolis Roger Rey Henri Riu Sabayrac Joseph Vanel Maurice Voron Entraîneur : Charles Petit                                                                    |
| Villeneuve-sur-Lot | Gaston Calixte André Carrère Pascal Eito Roger Estrada Gabriel Genoud Antoine Jimenez Roger Majoral Mary Masetti Murari Ermes Tarozzi Pierre Touton Vigouroux Entraîneur : Jean Barreteau                                                                          | Albi        | Armand Balent Gabriel Berthomieu Marcel Blanc Bougaron Bernard Cesses Gaston Combes Corduriès Jean Couveignes Jean Deloncle Maurice Descous Georges Fages Charles Galaup Lardat Moïset André Rives Roques Rouanet Serge Tonus Viala Viguier                                                                                     |
| Toulouse           | Ambruster Jean Bombail Brunel Louis Cadène Melgar Fernand Cantoni Vincent Cantoni Christian Duplé Fabre Ferrien Jean Hatchondo Odé Lepes Pierre Malrieu Martin Louis Poletti                                                                                       | Marseille   | Auguste Ambert Maurice André Antranik Apelian Robert Barthès Roger Carmouze (d'Auch) Guy Delaye Jean Dop René Ferrero Grasseau Albert Lavantes (de Tarbes) Melgar Jacques Merquey Marius Miseroux Robert Moncéré Ulysse Négrier Jean Pambrun Henri Prudon Raoul Pérez Record François Rinaldi Rodriguez Entraîneur : Guy Vassal |
| Carpentras         | Paul Césard René Clareton Louis Grégoire Entraîneur : Justin Davant | Avignon     | Jean-Pierre Barnaud André Béraud Henri Cazade Cœur Louis Dehaye Léon Delaye Fabre Robert Grangeon René Jean Mallet Plat Georges Rascol Richard Jean Rouqueirol Rousset André Savonne Entraîneur : André Béraud |
| XIII Catalan       | Barril Borras Brial Bruzy Francis Cassou Georges Cassou Cayrol Gaston Comes Henri Delhoste Gazé Lucien Malafosse Robert Mallet Marcel Piques Tigneres Entraîneur : Rivière                                                                                         | FC Lézignan | Louis Calmet André Dumas Pierre Espeluque Fongaro Joseph Guiraud Guy Marty Louis Marty Thomas Entraîneur : Gaston Amila |
| Cavaillon          | Aldo I Aldo II Robert Barthès Bayle Bégot Buisson Roger Frassi Gayé Gilbert Germano Michel Lopez Pagnetti Rondien Sarnette Scaglia André Vadon |             | |